# Cantón de Saint-Étienne-Noreste-2
El cantón de Saint-Étienne-Noreste-2 era una división administrativa francesa, que estaba situada en el departamento de Loira y la región de Ródano-Alpes.

## Composición
El cantón estaba formado por dos comunas más una fracción de la comuna que le daba su nombre:
- Saint-Étienne (fracción)
- Saint-Jean-Bonnefonds
- Saint-Priest-en-Jarez

## Supresión del cantón de Saint-Étienne-Noreste-2
En aplicación del Decreto n.º 2014-260 de 26 de febrero de 2014, el cantón de Saint-Étienne-Noreste-2 fue suprimido el 22 de marzo de 2015 y sus tres comunas parte; dos del nuevo cantón de Saint-Étienne-5 y la fracción de la comuna que le daba su nombre se unió con las demás fracciones para que, por medio de una reestructuración cantonal, fueran creados los nuevos cantones de  Saint-Étienne-1,  Saint-Étienne-2 ,  Saint-Étienne-3 ,  Saint-Étienne-4 ,  Saint-Étienne-5  y  Saint-Étienne-6.